# Sassenburg (Schecken)
Die Sassenburg (auch Sachsenburg) ist eine frühmittelalterliche Wallburg auf dem Höhenzug Schecken bei Coppenbrügge im niedersächsischen Landkreis Hameln-Pyrmont. Die vermutlich als Fliehburg errichtete Anlage wird der Zeit des 9. bis 11. Jahrhunderts zugeordnet. Die Erbauer und Nutzer der Befestigungsanlage mit ihren gut erhaltenen Wällen sind nicht bekannt.

## Lage
Die Sassenburg befindet sich etwa 1,8 km westlich von Diedersen im bewaldeten Höhenzug des Scheckens. Sie liegt im Gutswald des Gutes Diedersen, wo der Höhenzug nach Osten hin flache Hänge aufweist. Die Wallburg ist am Rande eines steilen und tiefen Einschnittes an einem Bach angelegt worden. Von der ebenfalls als frühmittelalterlich angesehenen Obensburg ist sie etwa 500 Meter entfernt.

## Beschreibung und Deutung
Bei der Sassenburg handelt es sich um eine kreisförmige Befestigungsanlage mit einem Durchmesser von etwa 65 bis 75 Metern, bei einer Fläche von rund 0,3 Hektar. Der Innenraum liegt in Hanglage und weist einen Höhenunterschied von rund 10 Metern auf. Einen natürlichen Angriffsschutz an der Nordwestseite bot der steil zum Hellbach abfallende Hang mit einer eingearbeiteten Terrasse, wobei die Wallhöhe in diesem Bereich geringer ausfällt. Die übrigen Seiten der Anlage waren durch einen acht Meter breiten und im Innenraum durch einen bis zu zwei Meter hohen Wall befestigt, der noch vollständig erhalten ist. An der Außenseite ist der Wall weitaus höher. Dem Wall ist ein sechs Meter breiter Graben vorgelagert, der bis zu einem Meter tief ist. Der Zugang zur Sassenburg erfolgte durch zwei Tordurchlässe im Nordosten und im Südwesten.
Etwa 70 Meter südlich der Anlage befand sich ein vorgelagerter Wall, der eine Länge von 95 Metern aufweist. Er war sechs Meter breit und einen Meter hoch. Im westlichen Bereich weist er zwei Durchbrüche auf. Der dem Wall vorgelagerte Graben war vier bis sechs Meter breit und knapp einen Meter tief. 30 Meter weiter östlich befindet sich eine Staffelung von drei parallelen, kurzen Wallstücken. Von ihnen ausgehend streicht ein weiterer Wall 100 Meter nach Südosten. Letztere Geländespuren können aber auch Spuren der Schlacht bei Hastenbeck 1756 oder auch Reste von Hohlwegen bzw. neuzeitlichen Grenzmarkierungen sein.
Die Sassenburg ist erst im Jahr 1932 entdeckt worden. Eine Kartierung erfolgte 1933. Ausgrabungen sind bisher nicht vorgenommen worden. Die anfängliche Vermutung, dass es sich bei der Sassenburg um eine Schanze der Schlacht bei Hastenbeck gehandelt hat, ist durch die Flurnamenforschung inzwischen widerlegt worden. Es wird vermutet, dass die Anlage zwischen dem 9. bis 11. Jahrhundert erbaut und genutzt wurde. Ob es sich, wie bei der nahe gelegenen Obensburg angenommen, um die Fliehburg einer Grundherrschaft aus der Umgegend handelte, ist hypothetisch.

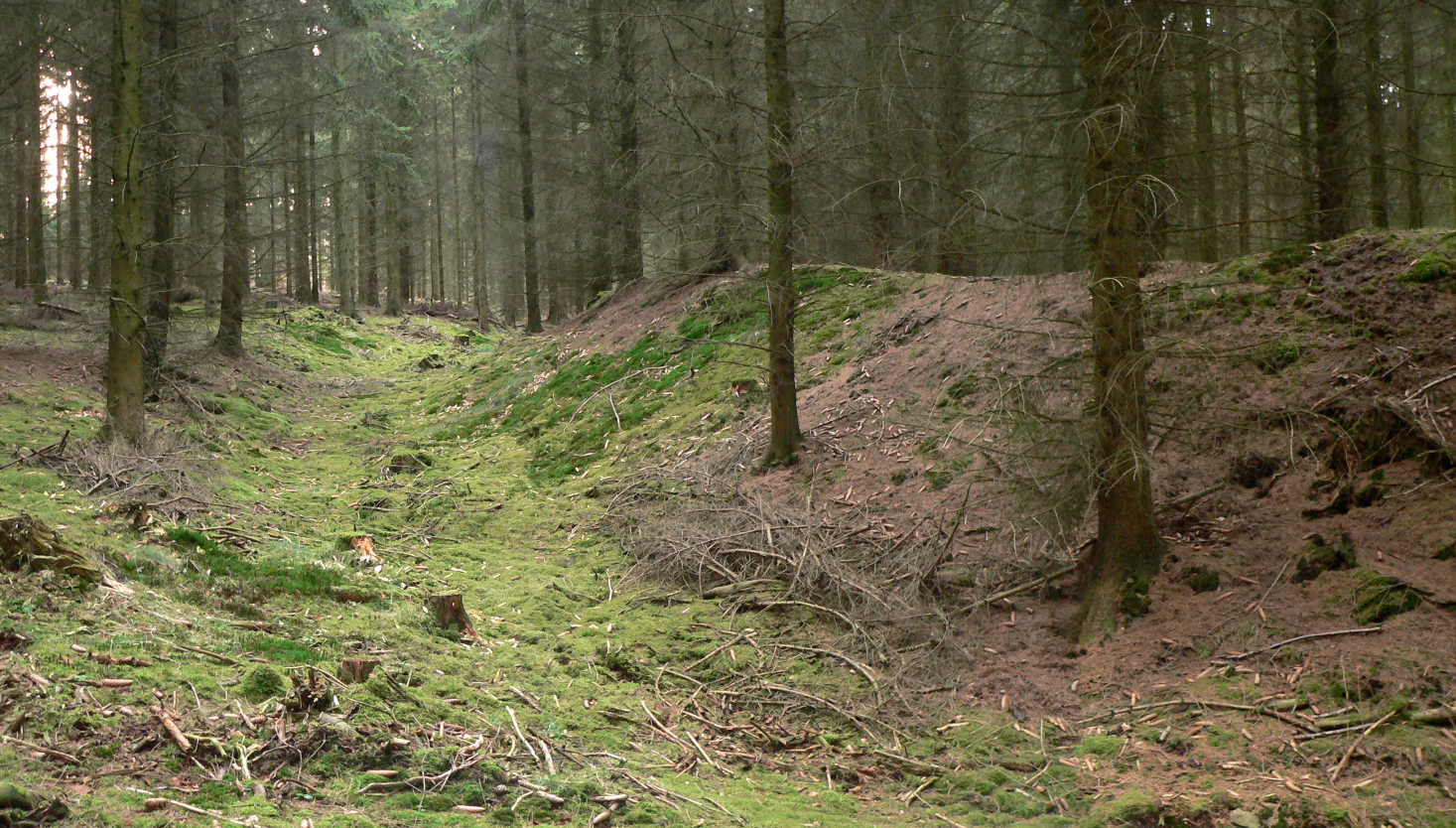
Der dem Wall vorgelagerte Graben, 2015
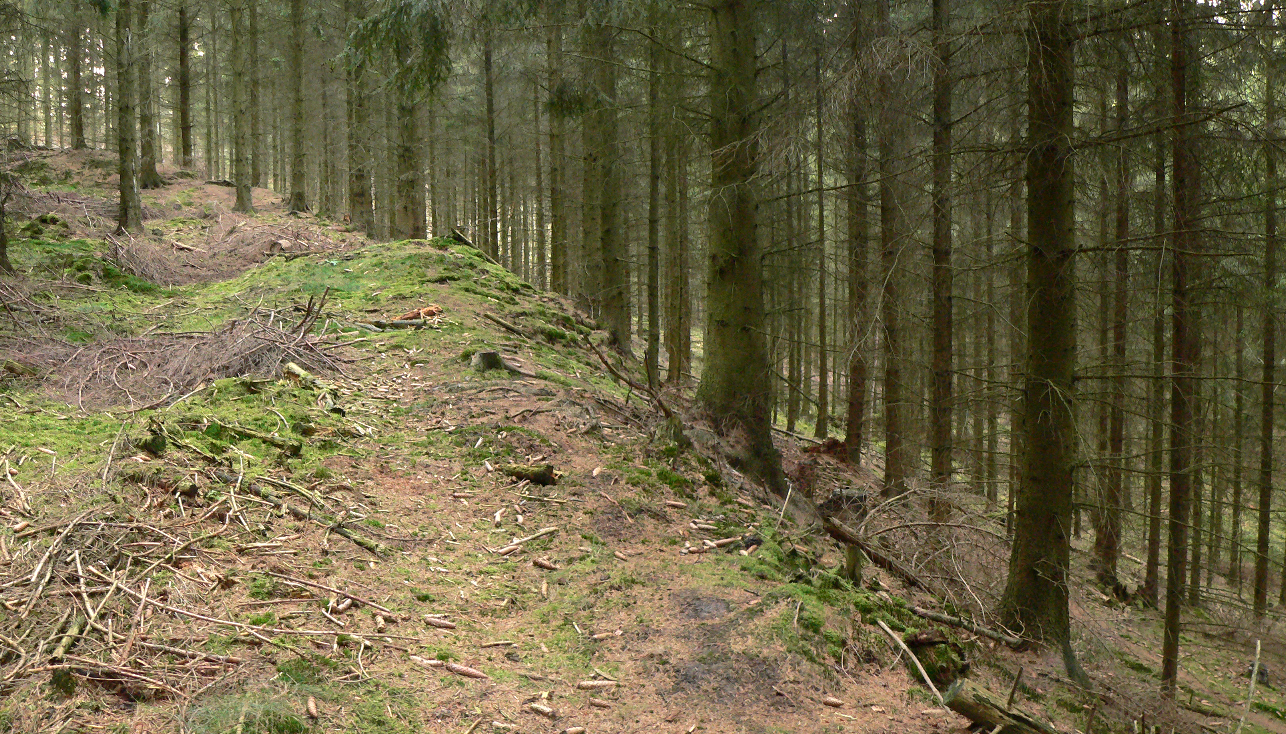
Flacher Wall an der steilen Hangkante zum Bachlauf
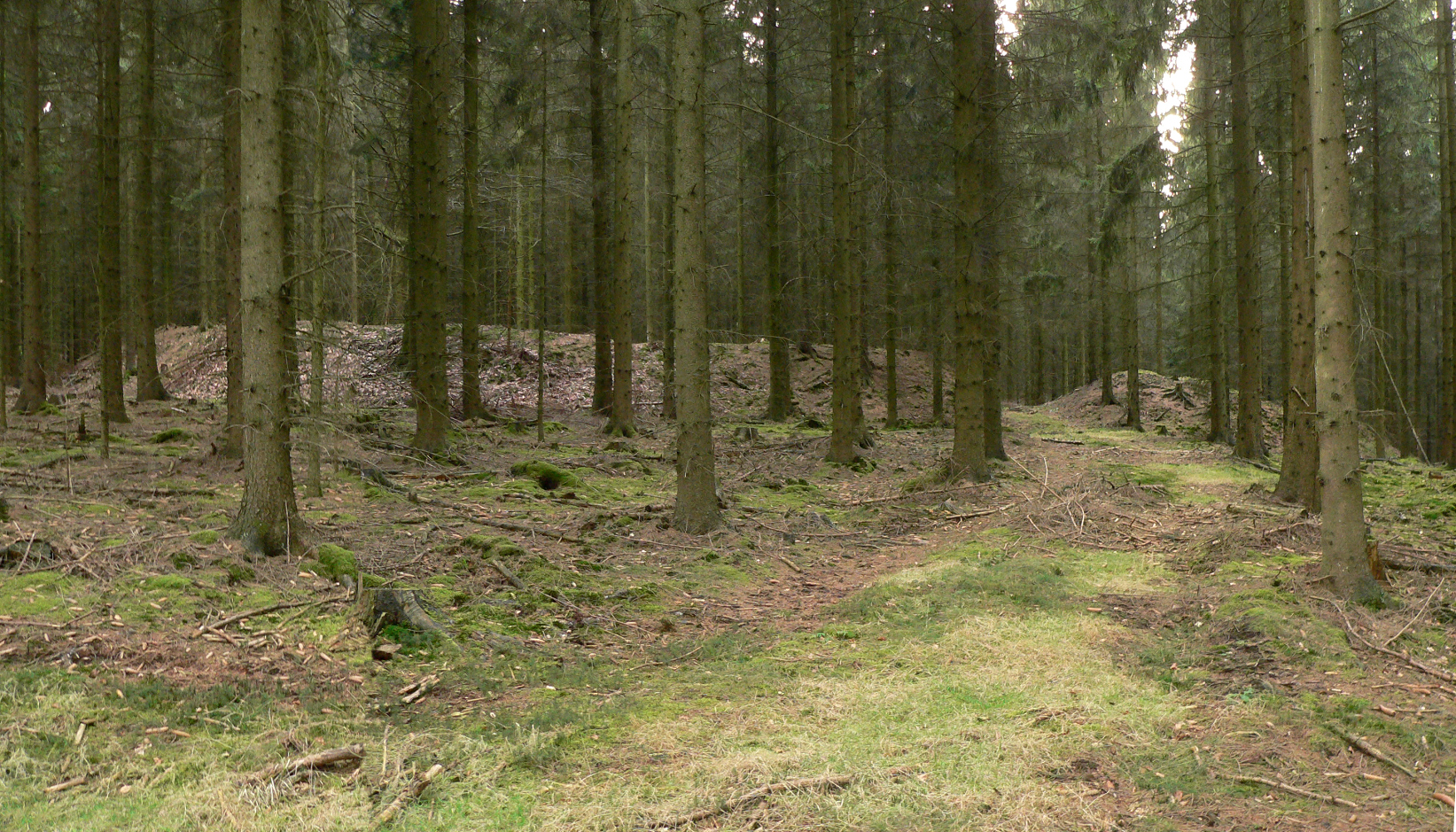
Blick auf die Gesamtanlage mit dem nordwestlichen Tordurchlass
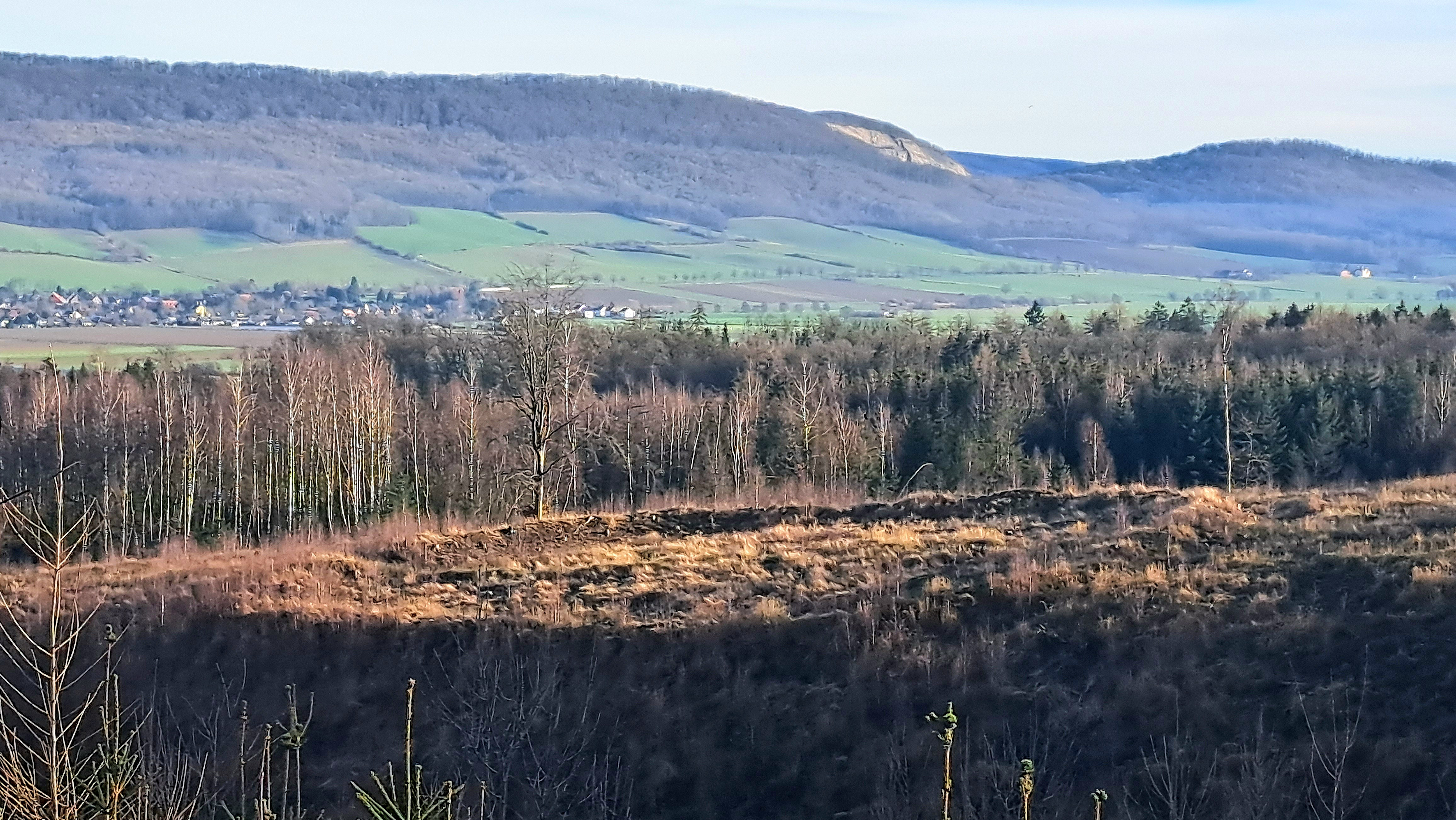
Die Wallanlage nach Abholzung des Waldes, 2024
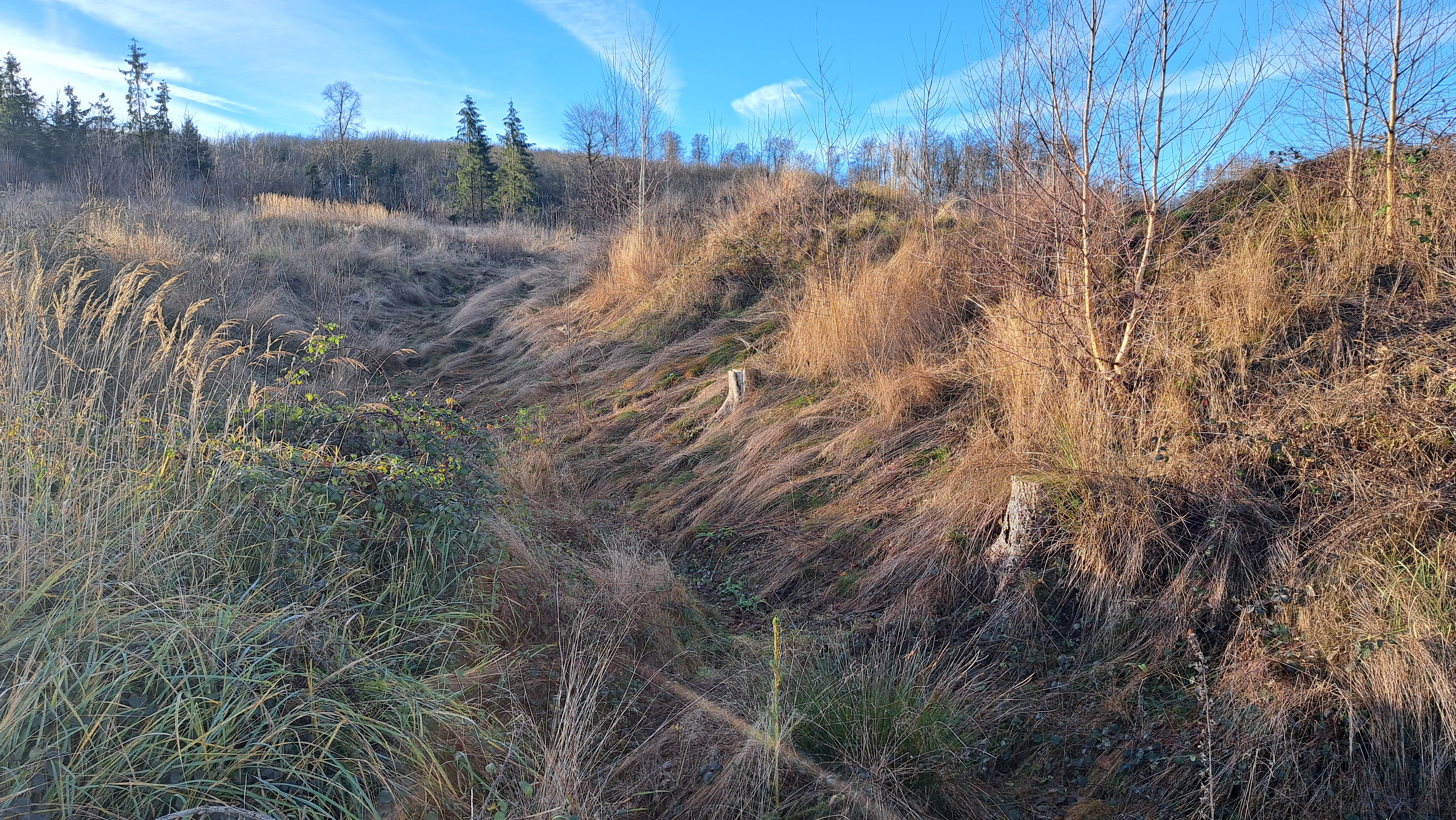
Der mit Gras überwucherte Wall mit vorgelagertem Graben, 2024